# З жінками по-доброму не можна
«З жінками по-доброму не можна» (фр. On est toujours trop bon avec les femmes) — роман-містифікація Ремона Кено, французького, письменника, перекладача, есеїста, члена Ґонкурівської академії. Українською мовою роман «З жінками по-доброму не можна [Архівовано 30 жовтня 2020 у Wayback Machine.]» у 2019 видало Видавництво «Астролябія» у перекладі Ярини Тарасюк у рамках проекту Класична та сучасна європейська література в Україні за фінансової підтримки програми «Креативна Європа» Європейської Комісії.

## Про роман
Роман уперше опубліковано 1947 року. Тоді авторство роману було приписане не Ремону Кено, а Саллі Марі з приміткою, що французькою його переклав Мішель Прель. Згодом сам письменник усунув ці інспірації, і світ дізнався, хто насправді автор роману про ірландське повстання у британському Дубліні 1916 року.
Це проста й алюзивна, цнотлива й масна, героїчна й безладна, безмовна й галаслива, прозора й затуманена нереальна історія з нереальними персонажами, названі іменами героїв "Улліса" Джеймса Джойса,  у реальному Дубліні під час реального Великоднього повстання 1916 року. Дія відбувається в забарикадованому поштовому відділенні ще британського Дубліна, коли його захопили готові віддати життя за свободу своєї любої Ірландії повстанці, а у вбиральні тим часом зачаїлася юна британська поштарка Ґерті. Без неї усе було б просто: чесні, чисті, відважні ірландські хлопці стріляли б по британцях і так прокладали б собі дорогу до слави, до «Ґіннесу» чи до героїчної смерті. Але тепер їхнім іменам не місце на перших шпальтах світової історії, а лише на сторінках літературно-перекладацької містифікації.